# Sulaplax ensifer
Sulaplax ensifer is een krabbensoort uit de familie van de Hymenosomatidae. De wetenschappelijke naam van de soort is voor het eerst geldig gepubliceerd in 2008 door Naruse, Ng & Guinot.